# Candidoni
Candidoni é uma comuna italiana da região da Calábria, província de Reggio Calabria, com cerca de 410 habitantes. Estende-se por uma área de 26 km², tendo uma densidade populacional de 16 hab/km². Faz fronteira com Laureana di Borrello, Limbadi (VV), Mileto (VV), Nicotera (VV), Rosarno, San Calogero (VV), Serrata.

## Demografia
| Variação demográfica do município entre 1861 e 2011                               |
|                                                                                   |
| Fonte: Istituto Nazionale di Statistica (ISTAT) - Elaboração gráfica da Wikipedia |